# 守屋義直
守屋 義直（もりや よしなお、1900年〈明治33年〉8月7日 - 没年不明）は、日本の実業家。島根電力取締役、瀬戸内海横断電力、広島電気各監査役。

## 経歴
広島県・守屋義之の長男。1921年、広島呉電力雇、合併により広電へ入社。1928年、書記。1932年、検査課長。1938年、家督を相続。

## 人物
1938年、日本赤十字社の社資を幇助したため、総裁宮殿下より御紋付銀製花瓶を下賜される。
趣味は旅行、遠足、ハイキング。宗教は真宗。処世の信条は至誠勤労。住所は広島市白島九軒町。

## 栄典
- 1939年9月21日 - 紺綬褒章[1][2]
  - 1938年3月、日本赤十字社広島支部病院建設費金1万円を寄付する[1]。

## 家族・親族
守屋家
- 父・義之（1867年 - 1938年、広島電気、島根電力各社長、広島商工会議所会頭）
- 母・リウ（1875年 - ?、広島、阿部武兵衛の二女）[4]
- 妻・久子（1905年 - ?、広島、冬城研介の四女）[2][4]
- 息子、長女[4]